# Luros
Los luros (en persa: ﻟﺭ‎ lor) son un pueblo iranio estrechamente emparentados con los persas y se piensa que descienden de los casitas. Hablan un idioma iranio suroccidental propio, el lorí, muy relacionado con el kurdo y el persa; posee dos dialectos distintos: el lor-e bozorg («gran luro»), que es hablado por los bajtiaríes, y el lor-e kuchik («pequeño luro»), hablado por los propios luros. Viven principalmente en el suroeste de Irán. En Juzestán, las tribus luras están sobre todo concentradas en la parte norte de la provincia, mientras que en la provincia de Ilam están más bien en la región meridional. Viven en las provincias de Lorestán, en la Kermanshah (provincia iraní fronteriza con Irak) y en la parte sur de Kurdistán.
Antes del siglo XX, la mayoría de los luros eran ganaderos nómadas, con una minoría urbana residente en la ciudad de Jorramabad. Hubo varias tentativas de los Pahlaví de sedentarizar a las poblaciones nómadas, entre ellas a los luros. Bajo Reza Shah, estas campañas no tuvieron éxito. El último sah de Irán, Mohammad Reza Pahlaví, empleó métodos más suaves e incitaciones económicas que han tenido más éxito, aunque no completo. A mediados de los años 1980, la gran mayoría de los luros se habían establecido en las ciudades y en las aldeas de la provincia, donde habían emigrado a los principales centros urbanos. Constituyen un 2 % de la población de Irán.

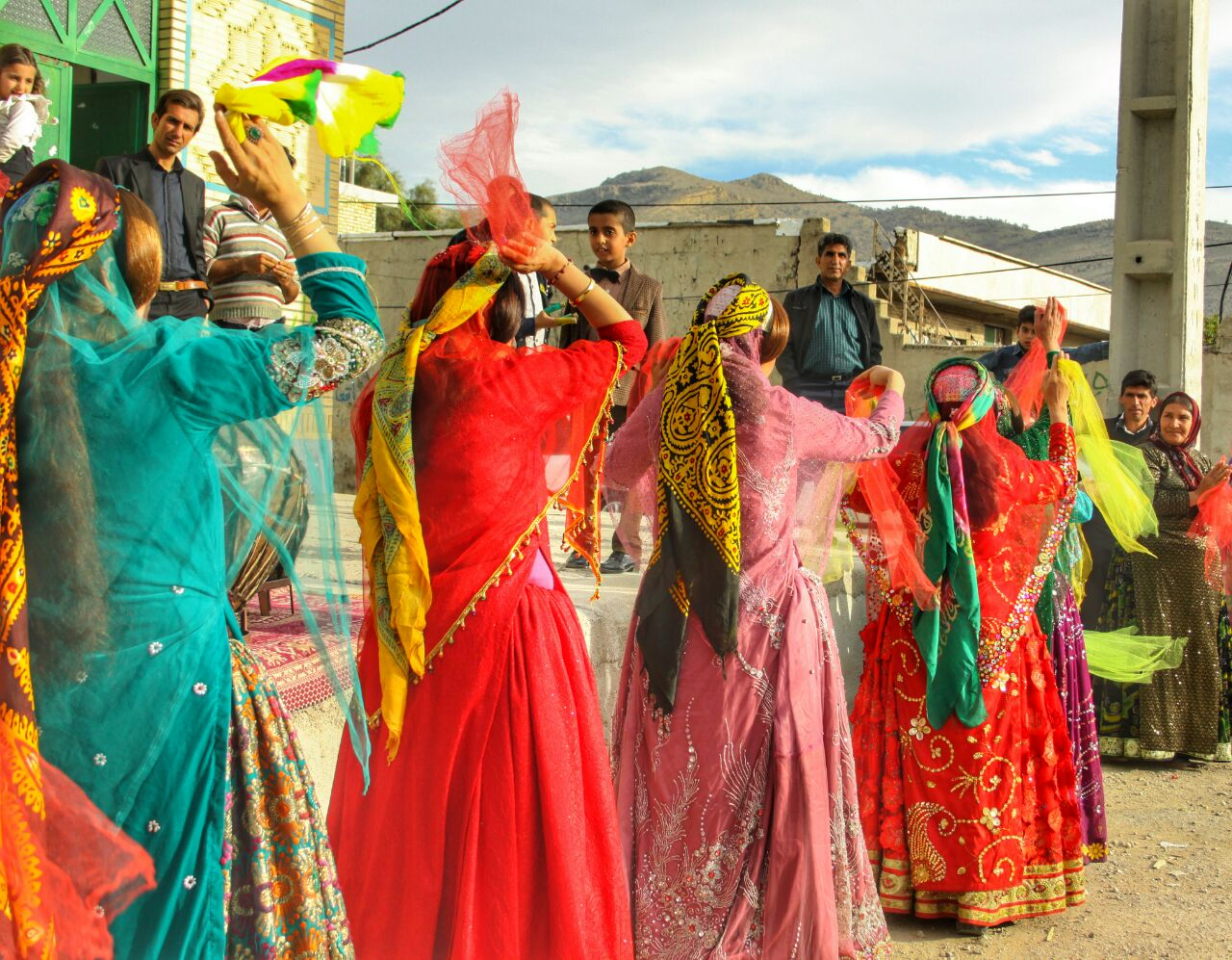
Danza de pañuelo luro en una ceremonia de boda, Mamasani, Irán.

Existe un cierto número de tribus luras en la provincia. Entre la población urbana sedentaria, la autoridad de los jefes tiene una gran influencia, aunque no sea tan fuerte sobre los nómadas. La danza popular lura es una característica étnica cultural de los luros.

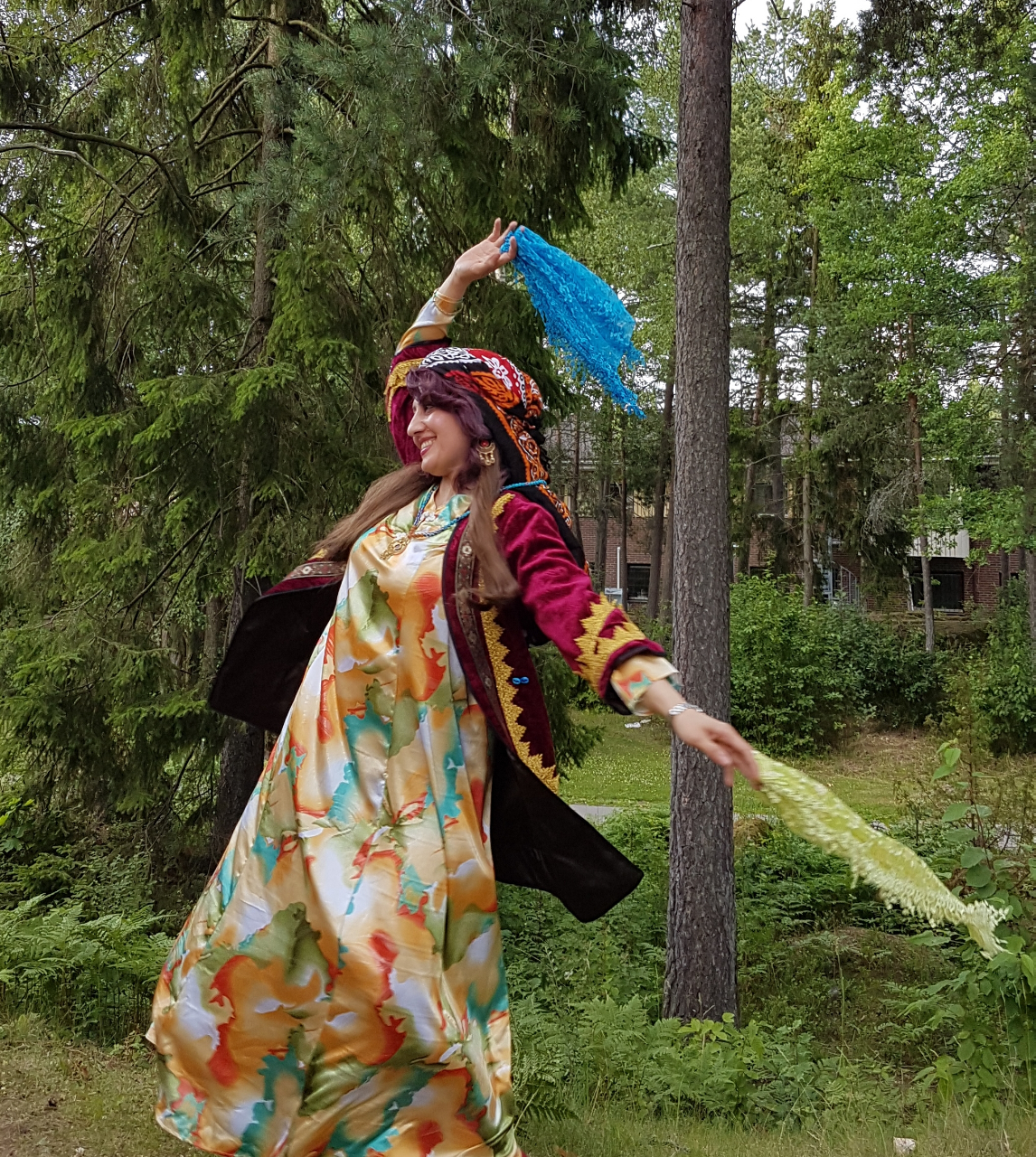
Mujer lura ejecuta čupi danza.

La civilización del Lorestán en la Antigüedad es principalmente célebre por sus objetos de bronce, fabricados según la técnica de la cera perdida, y más particularmente por sus bocados de caballo trabajados y decorados con caballos o animales fabulosos. Han sido encontrados en tumbas megalíticas y parecen haber sido fabricados únicamente para servir para las inhumaciones y no para un uso real.

## Lorestán menor
En la parte norte de Lorestan, antes conocida con el nombre de Lor-e kuchik («Luro menor»), viven los luros Feilí, comprendidos entre los Pishkuh al este y los Pushkuh en el territorio que bordea a Irak por el oeste.
El Lorestán menor mantuvo su independencia bajo una sucesión de príncipes de la dinastía Jorshidí, conocidos como atabeg desde el año 55 hasta el siglo XVII. Abás el Grande retiró su poder al último Atabeg, Shah Verdí Jan y dio las riendas de la provincia a Hosein Jan Shamlú, el jefe de la tribu rival de los Shamlú, con el título de valí a cambio del de atabeg. Los descendientes de Hosein Jan fueron gobernadores de los luros Pushtkuh, a quienes se aplica la denominación de Feilí. 

## Gran Lorestán
La parte sur de la provincia, antiguamente conocida con el nombre de Lor-e Bozorg («Gran Lorestán»), comprende la región bajtiarí de la provincia de Juzestán y los distritos de los Luros mamasaní y kohgilú que está situados en Fars. En épocas pasadas, el Gran Lorestán formaba un estado independiente bajo los atabeg Fazlevié, desde 1160 hasta 1424. Su capital, Izé, sobrevivió en estado ruinoso en Malamir, 90 km al sureste de la ciudad de Shushtar en Juzestán.

## Personalidades ilustres
- Baba Taher (siglo XI), primer gran poeta del amor místico sufí en la literatura persa.

- Karim Jan Zand (1705-1779), fundador de la dinastía Zand y shah de Irán entre 1750 y su muerte.

- Sardar Asad Bajtiarí (1857-1917), jan bajtiarí que lideró las tropas constitucionalistas que tomaron Teherán a Mohammad Alí Shah Qayar en 1909.

- Seyyed Hosein Boruyerdí (1875-1961), ulema duodecimano y «fuente de emulación» indiscutida entre 1947 y su fallecimiento.

- Shapur Bajtiar (1914-1991), opositor al gobierno de Mohammad Reza Pahlaví durante dos décadas y último primer ministro de Irán antes de la Revolución Islámica.

- Abdolhosein Zarrinkub (1923-1999), historiador de la cultura iraní y la literatura persa.

- Soraya Esfandiarí (1932-2001), hija del jan bajtiarí Jalil Esfandiarí y segunda esposa de Mohammad Reza Pahlaví.

- Yafar Shahidí (1919-2008), gran erudito de la lengua y literatura persas e historiador del islam.

- Mehdí Karrubí (1937-), miembro destacado del movimiento reformista iraní, presidente de la Asamblea Consultiva Islámica de 1989 a 1992 y de 2000 a 2004 y candidato a la presidencia de Irán en 2005 y 2009.

- Mohsén Rezaí (1954-), comandante de las Cuerpos de la Guardia Revolucionaria Islámica entre 1981 y 1997, secretario del Consejo de Discernimiento del Interés del Estado y candidato a la presidencia de Irán en 2005, 2009 y 2013.